# Liste des navires de la Royal Navy
Cet article est une liste des bâtiments de la Royal Navy, marine militaire du Royaume-Uni, en service en 2021.

La Royal Navy au sens strict n'inclut pas les bâtiments de soutien de la Royal Fleet Auxiliary, qui ont un statut civil tout en ayant une mission militaire. Ils sont à réincorporer dans la flotte de guerre britannique avant de procéder à toute comparaison avec d'autres marines militaires.

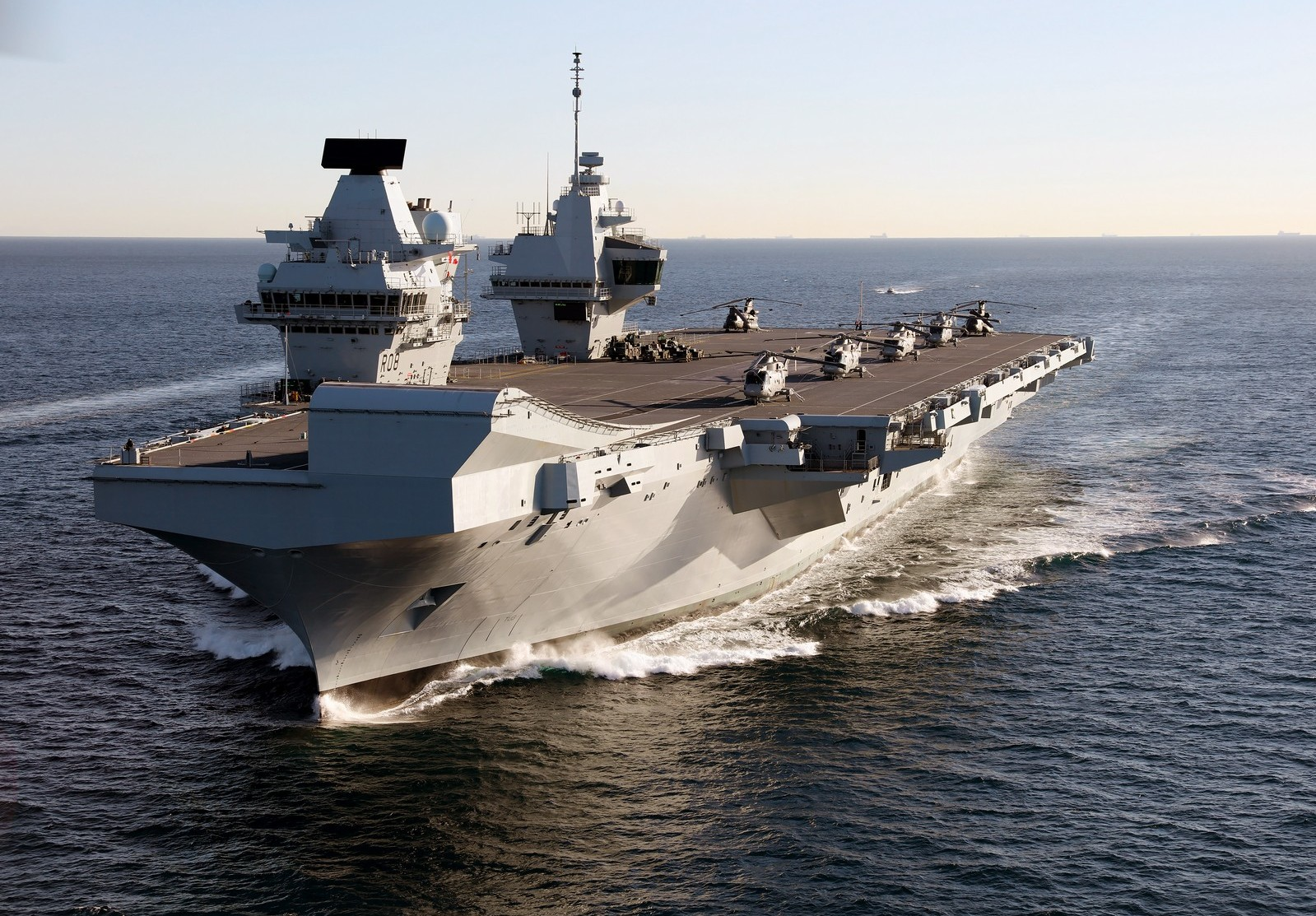
Le porte-avion

## Présentation
Les tonnages indiqués pour chaque classe de bâtiments sont :
- le tonnage à pleine charge pour les bâtiments de surface ;
- le déplacement en plongée pour les sous-marins.

La date indiquée après chaque bâtiment est sa date de livraison à la Royal Navy, à l'issue de la période d'essais initiale. L'admission au service actif d'un bâtiment suit sa date de livraison de quelques mois à quelques années, selon la complexité et le degré d'innovation technologique du bâtiment considéré.

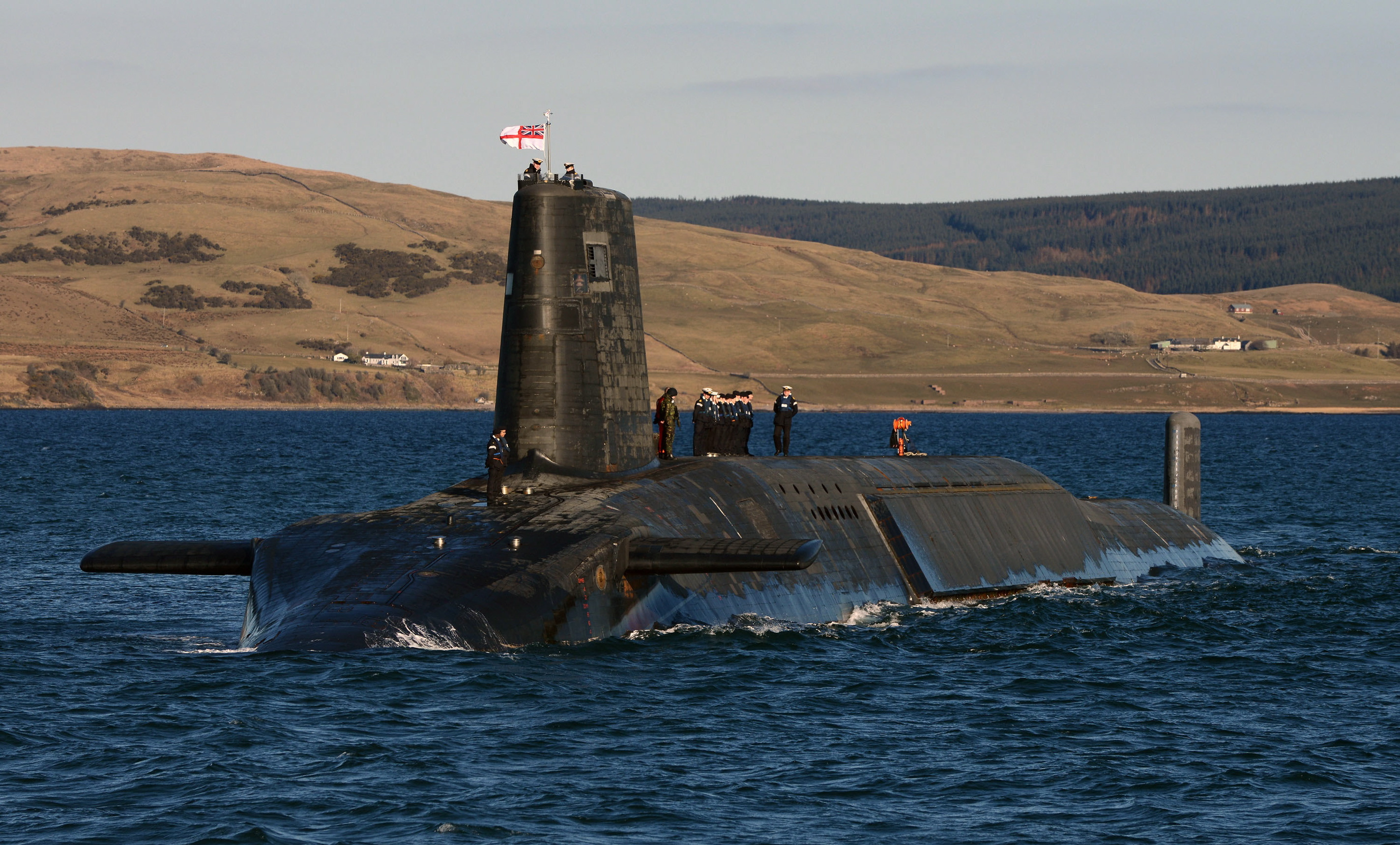
Le SNLE HMS Victorious (S29)

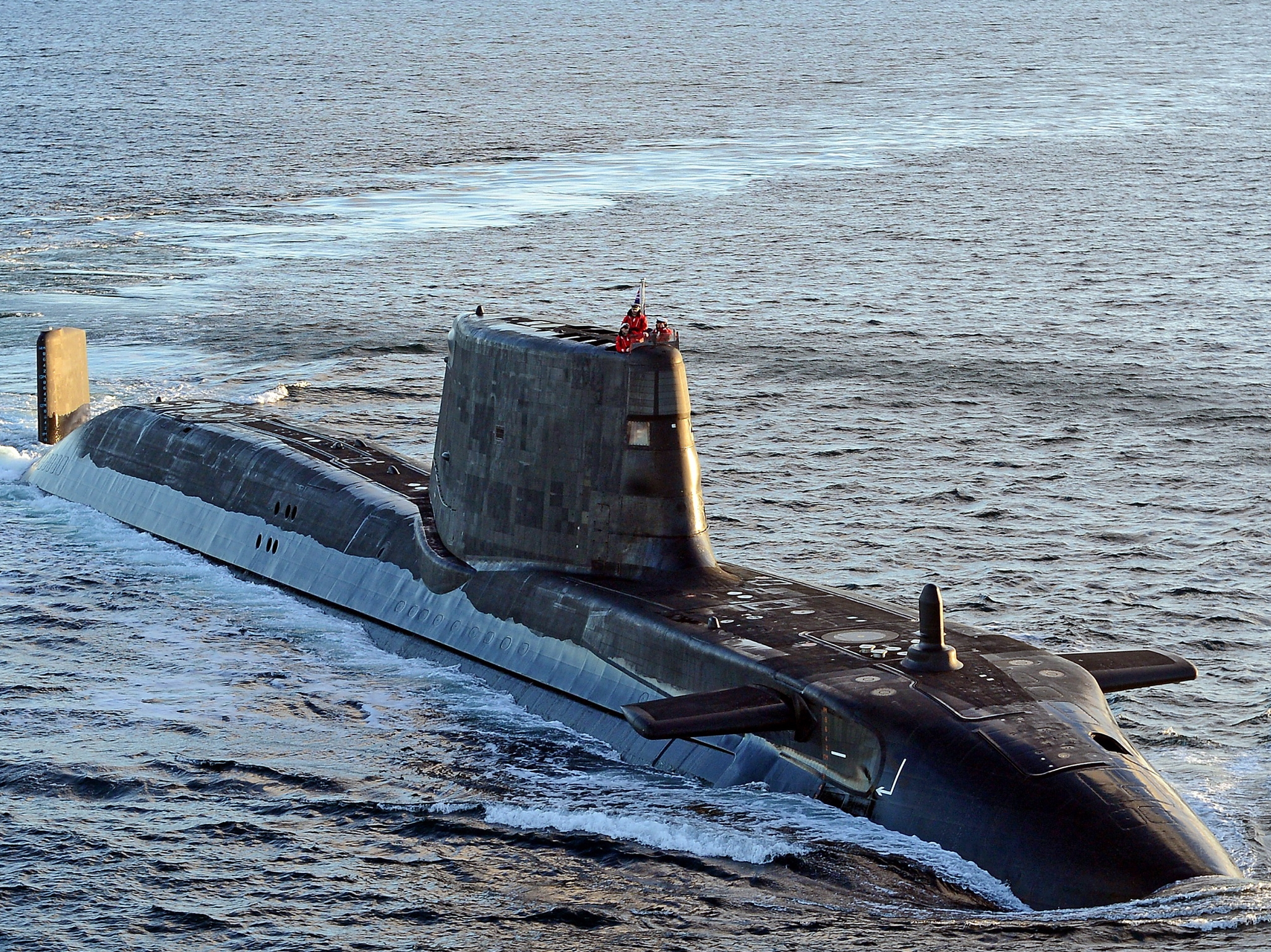
Le SNA HMS Ambush (S120)

## Sous-marins
- 4 sous-marins nucléaires lanceurs d'engins de la classe Vanguard (15 900 tonnes) :
  - HMS Vanguard (S28) (1993)
  - HMS Victorious (S29) (1995)
  - HMS Vigilant (S30) (1996)
  - HMS Vengeance (S31) (1999)

- 6 sous-marins nucléaires d'attaque de la classe Astute (7 400 tonnes) :

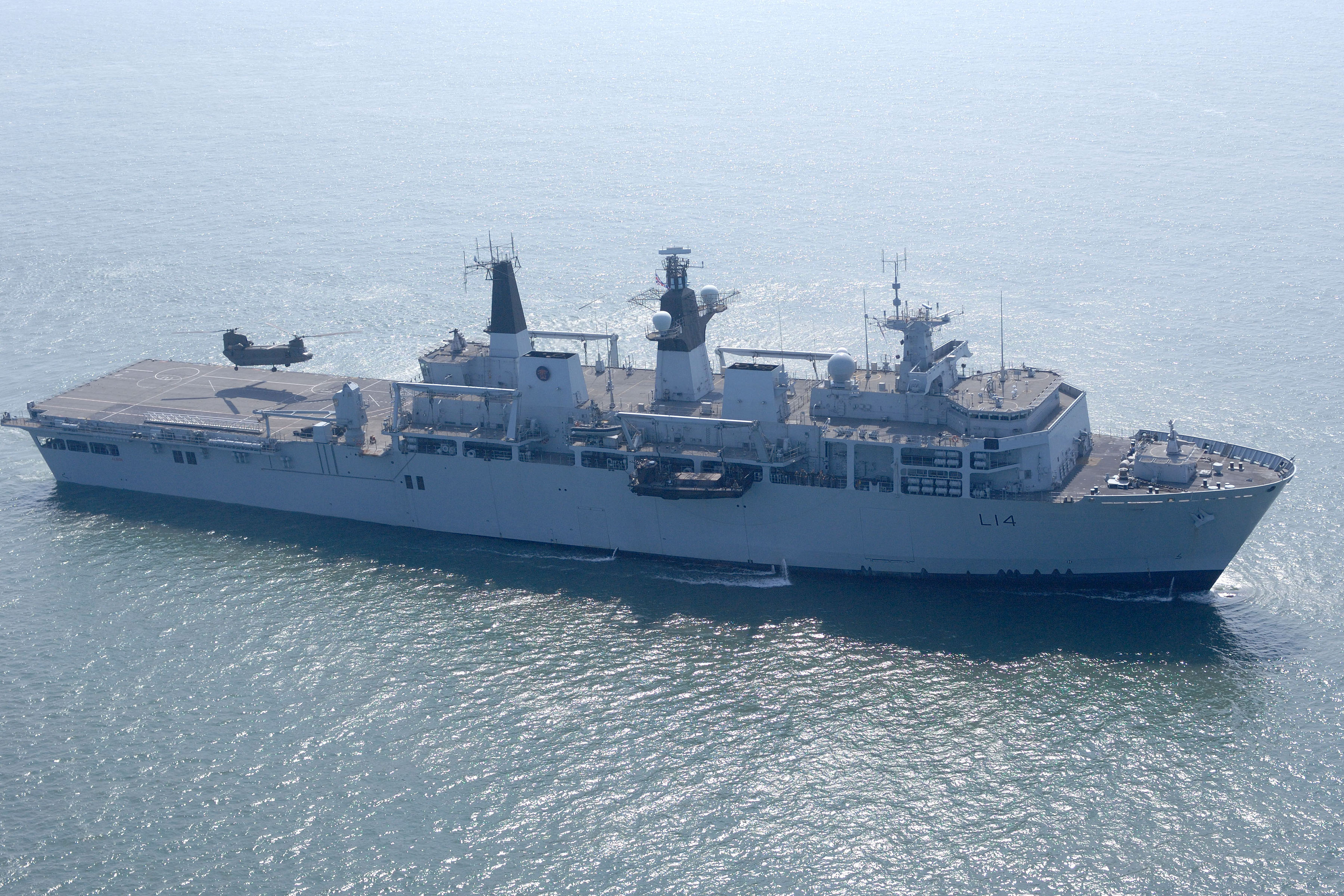
Le TCD HMS Albion (L14)

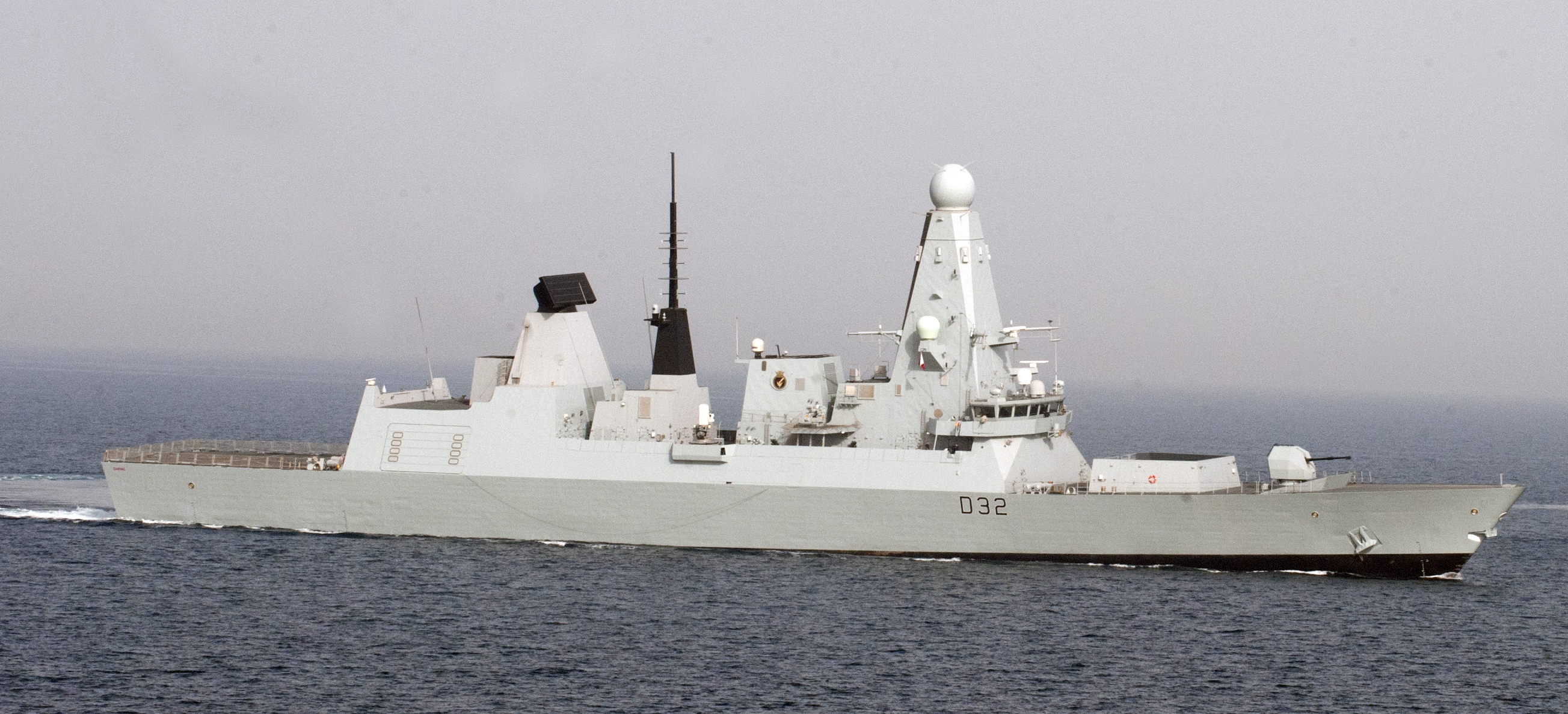
Le destroyer HMS Daring (D32)

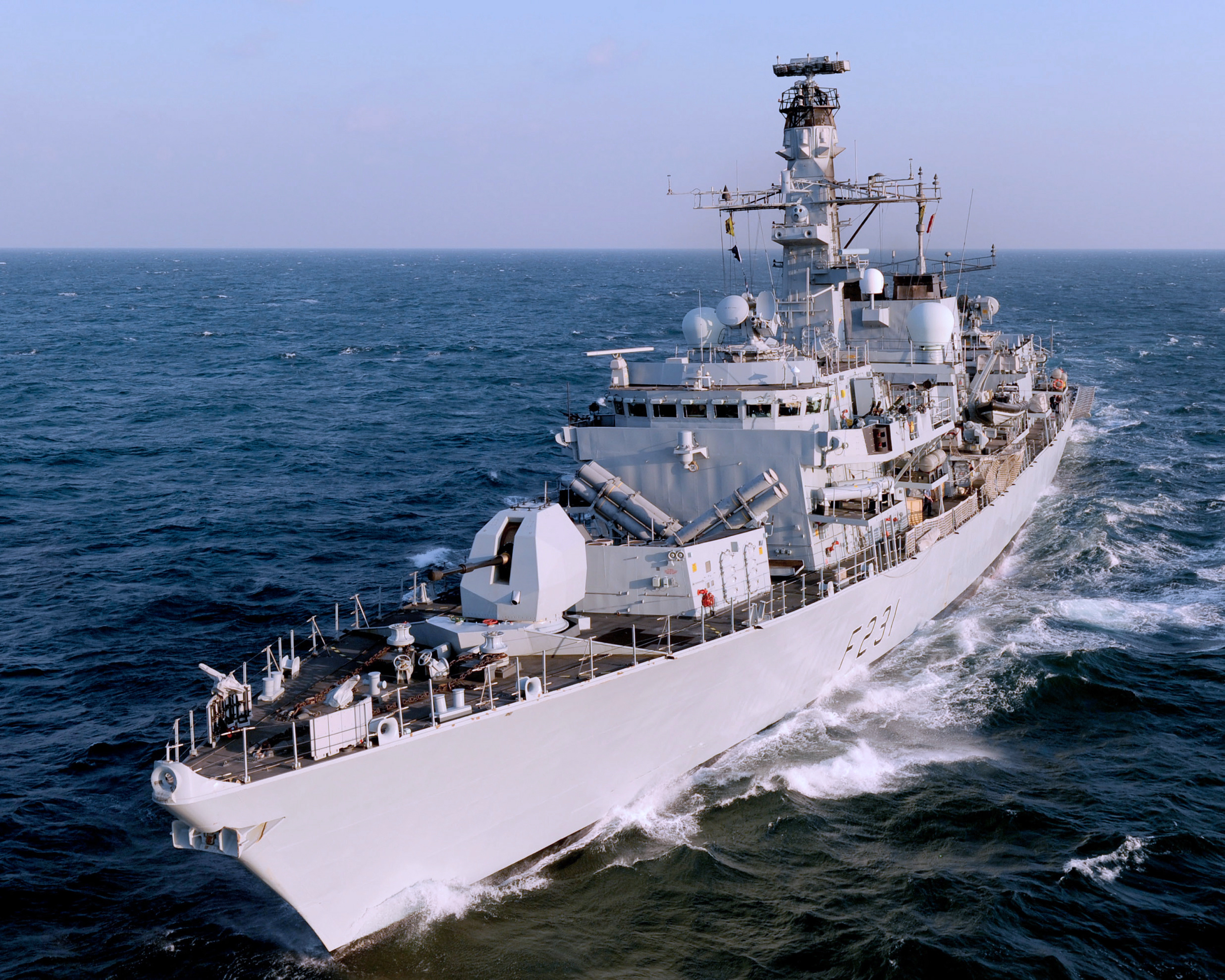
La frégate HMS Argyll (F231)

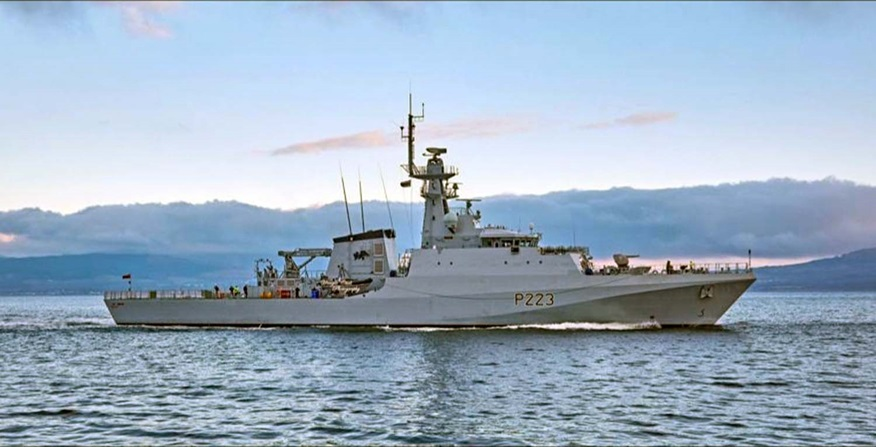
Le patrouilleur océanique HMS Medway (P223)

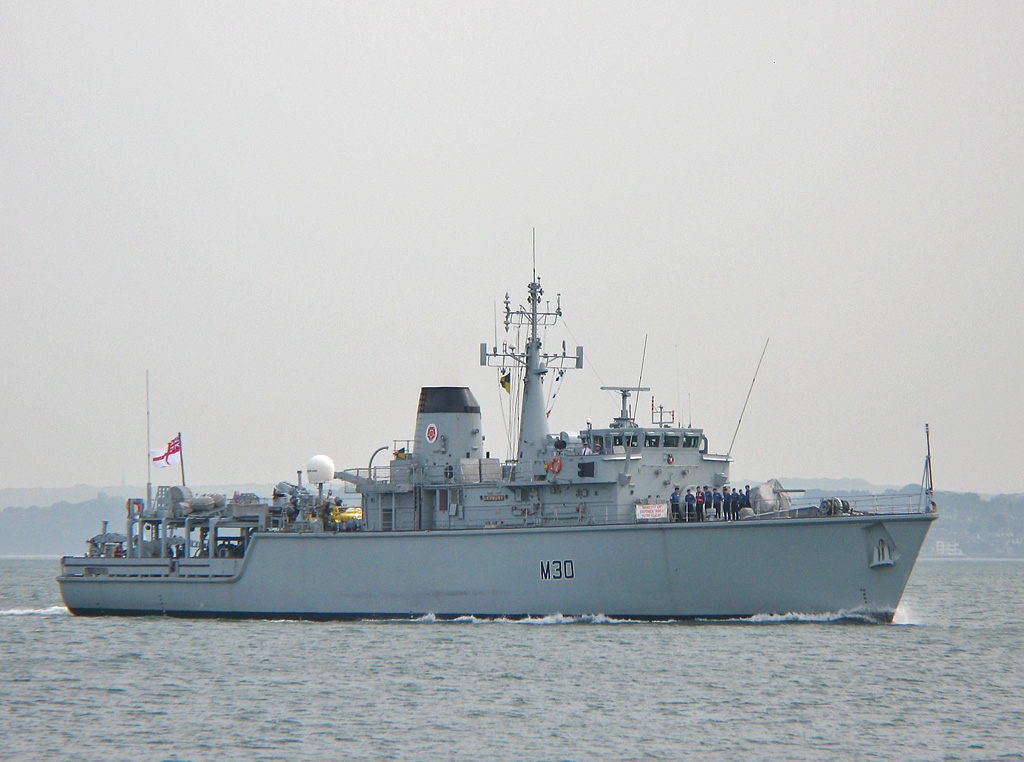
Le chasseur de mines HMS Ledbury (M30)

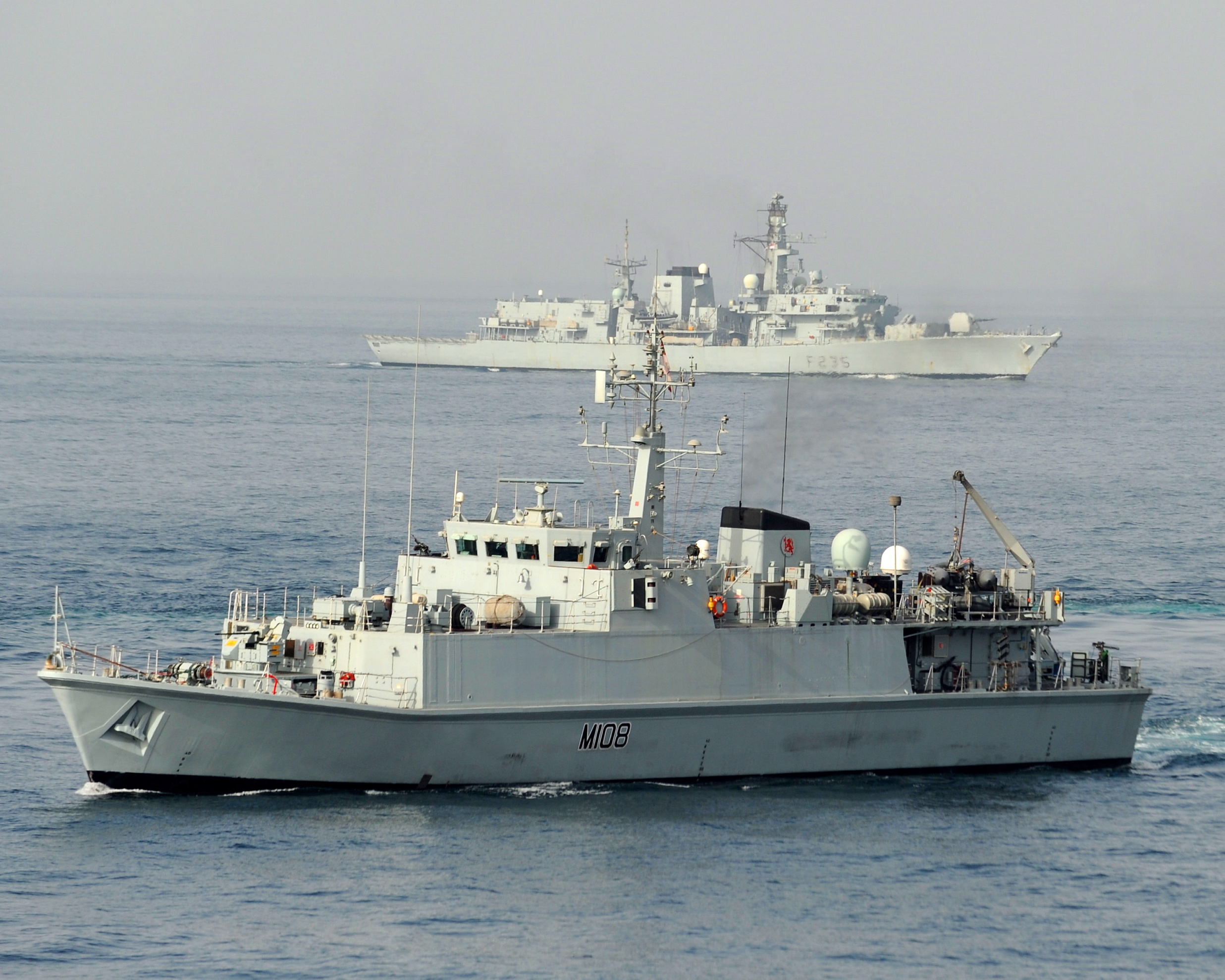
Le chasseur de mines HMS Grimsby (M108)

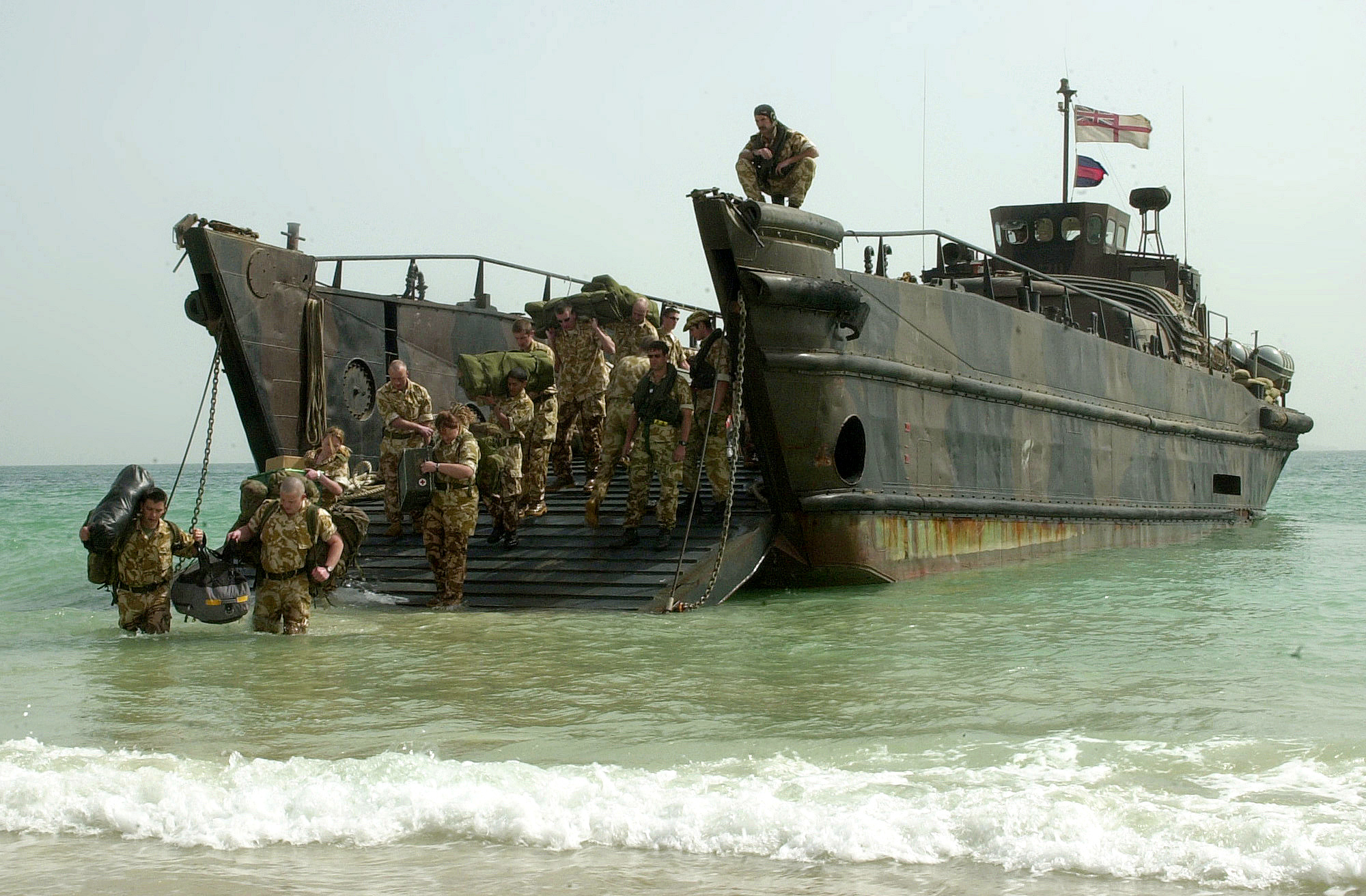
Royal Marines sortant d'un chaland de débarquement

  - HMS Astute (S119) (2010)
  - HMS Ambush (S120) (2013)
  - HMS Artful (S121) (2016)
  - HMS Audacious (S122) (2020)
  - HMS Anson (S123) (2022)
  - HMS Agamemnon (S124) (2025)

## Bâtiments de combat

### Porte-Aéronefs
- 2 porte-aéronefs de la classe Queen Elizabeth (65 000 tonnes) :
  - HMS Queen Elizabeth (R08) (2017)
  - HMS Prince of Wales (R09) (2019)

### Destroyers
- 6 destroyers de lutte anti-aérienne de type 45, classe Daring (8 700 tonnes) :
  - HMS Daring (D32) (2009)
  - HMS Dauntless (D33) (2010)
  - HMS Diamond (D34) (2011)
  - HMS Dragon (D35) (2012)
  - HMS Defender (D36) (2013)
  - HMS Duncan (D37) (2013)

### Frégates
- 8 Type 23 classe Duke en service en 2025 : 3 ont été vendues à la Marine chilienne, 5 ont été retirées du service ou détruites sur les 16 construites[1],[2].
  - HMS Lancaster (F229)
  - HMS Iron Duke (F234)
  - HMS Richmond (F239)
  - HMS Somerset (F82)
  - HMS Sutherland (F81)
  - HMS Kent (F78)
  - HMS Portland (F79)
  - HMS St Albans (F83)

### Patrouilleurs océaniques
- 5 patrouilleurs océaniques de la classe Forth (2 000 tonnes) :
  - HMS Forth (P222) (2018)
  - HMS Medway (P223) (2019)
  - HMS Trent (P224) (2020)
  - HMS Tamar (P233) (2020)
  - HMS Spey (P234) (2021)

- 3 patrouilleurs hauturiers de la classe Tyne (1 700 tonnes) :
  - HMS Tyne (P281) (2003)
  - HMS Severn (P282) (2003)
  - HMS Mersey (P283) (2003)

### Bâtiments de guerre des mines
- 6 chasseurs de mines de la classe Hunt (750 tonnes) :
  - HMS Ledbury (M30)
  - HMS Cattistock (M31)
  - HMS Brocklesby (M33)
  - HMS Middleton (M34)
  - HMS Chiddingfold (M37)
  - HMS Hurworth (M39)

- 5 chasseurs de mines de la classe Sandown (600 tonnes)[3] :
  - HMS Penzance (M106)
  - HMS Pembroke (M107)
  - HMS Grimsby (M108)
  - HMS Bangor (M109)
  - HMS Shoreham (M112)

### Chalands de débarquement
- 10 engins de débarquement amphibies (240 tonnes), unités des Royal Marines

### Total

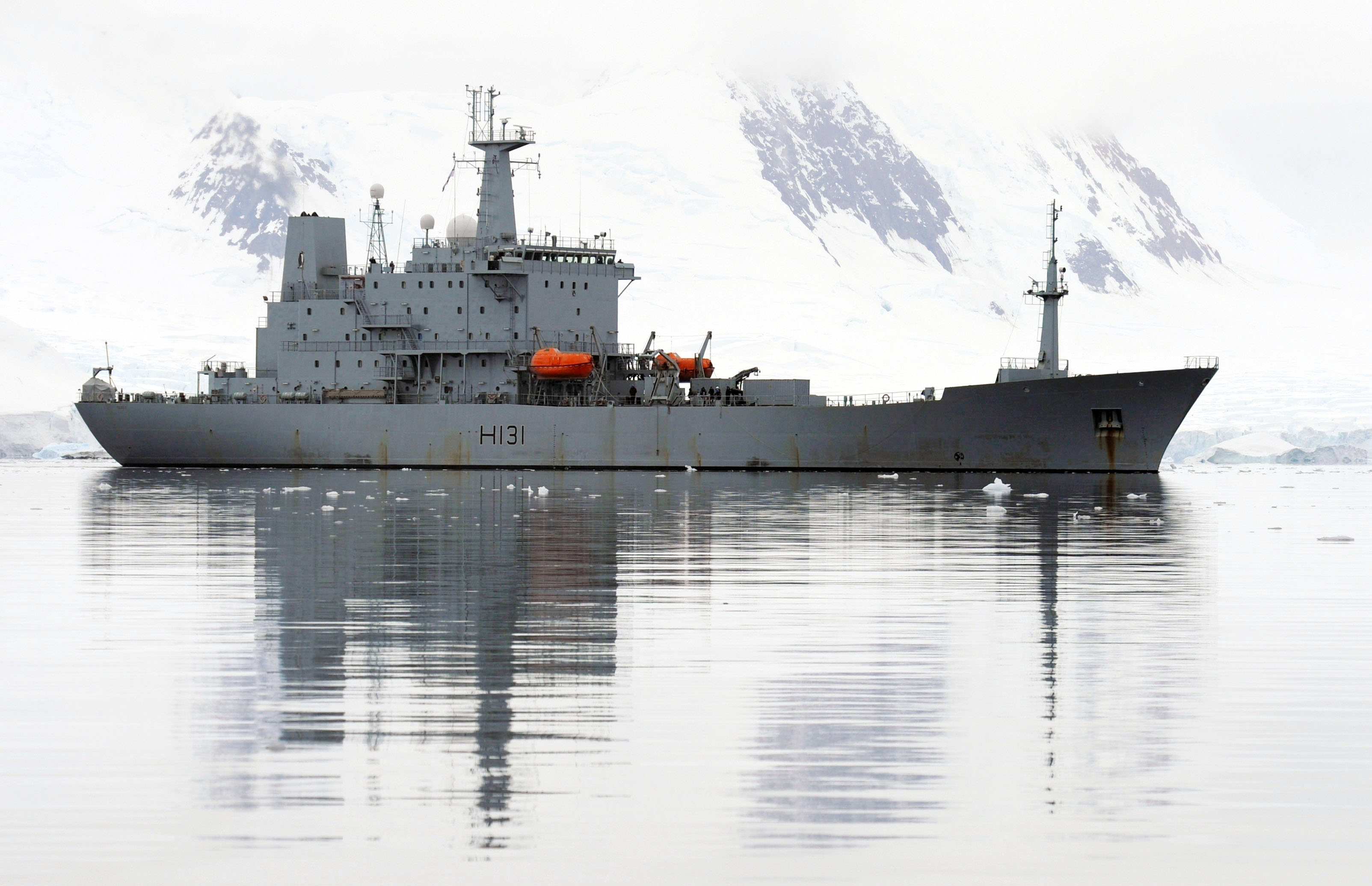
Le navire océanographique HMS Scott (H131)

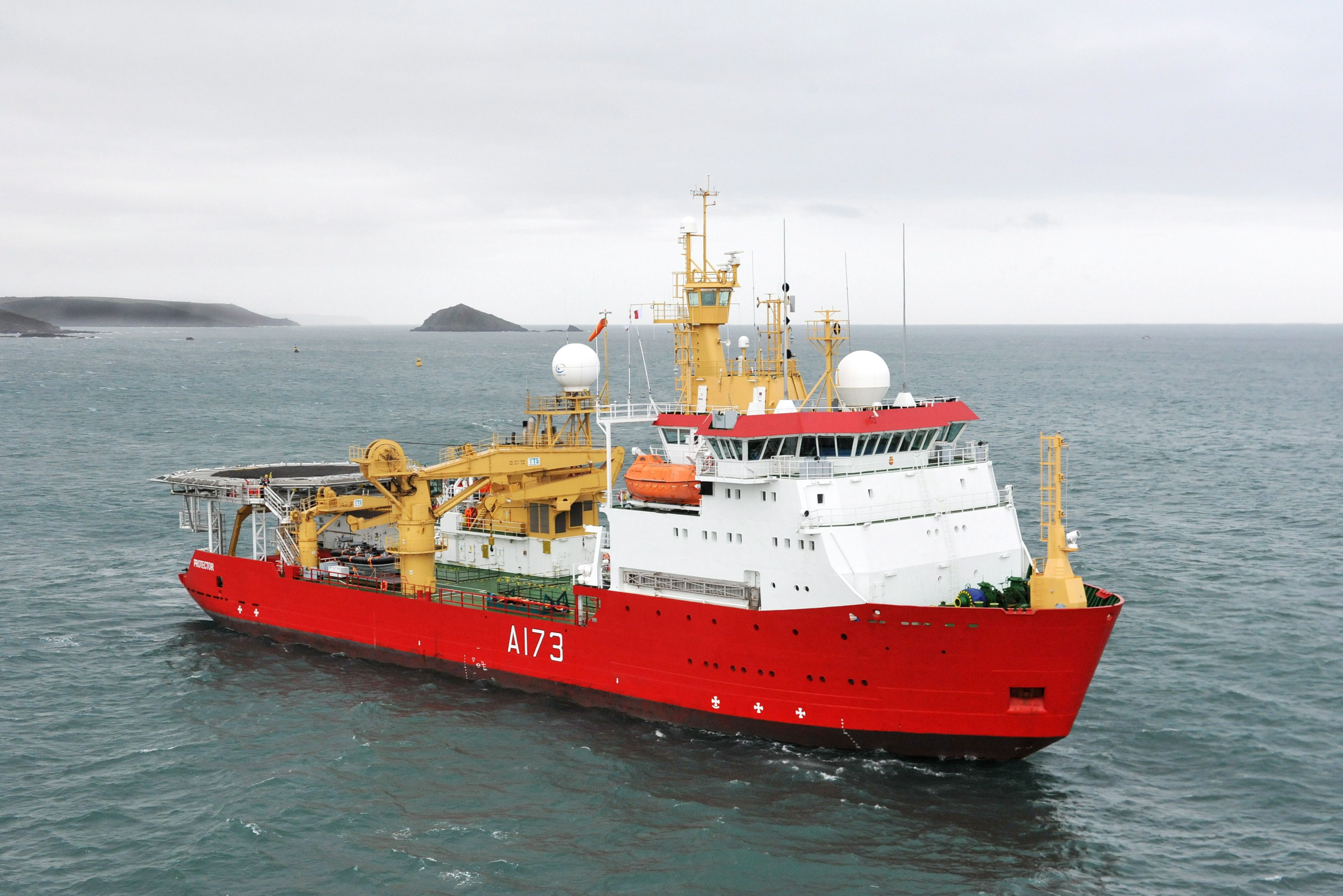
Le navire polaire HMS Protector (A173)

Total des bâtiments de combat :
- Nombre : 55
- Tonnage : 413 800 tonnes

## Bâtiments de soutien

### Bâtiments de service public
- Un navire océanographique, le HMS Scott (H131) (13 500 tonnes) (1997)
- Un navire polaire, le HMS Protector (A173) (5 000 tonnes) (2011)

### Bâtiments écoles
- Un navire-école, le Hindostan, ex-chasseur de mines de la classe Sandown, HMS Cromer (M103) (600 tonnes) (1992), navire du Britannia Royal Naval College à Dartmouth.

### Total
Total des bâtiments de soutien :
- Nombre : 5
- Tonnage : 27 000 tonnes

## Autres bâtiments

### Vedettes côtières
- 16 vedettes rapides de la classe P 2000 :
  - HMS Archer (P264)
  - HMS Biter (P270)
  - HMS Smiter (P272)
  - HMS Pursuer (P273)
  - HMS Blazer (P279)
  - HMS Dasher (P280)
  - HMS Puncher (P291)
  - HMS Charger (P292)
  - HMS Ranger (P293)
  - HMS Trumpeter (P294)
  - HMS Express (P163)
  - HMS Example (P165)
  - HMS Explorer (P164)
  - HMS Exploit (P167)
  - HMS Tracker (P274)
  - HMS Raider (P275)
- 2 vedettes légères de la classe Scimitar :
  - HMS Scimitar (P284)
  - HMS Sabre (P285)

### Divers
- le HMS Victory qui, bien qu'il soit un navire musée en cale sèche, est encore listé comme le navire amiral du Royal Navy's Home Command.

## Bâtiments en construction ou en cours d'essais
- 2 sous-marins nucléaires d'attaque de la classe Astute :
  - HMS Agamemnon (S124)
  - HMS Achilles (S125)[4]

- 3 frégates de type 26, classe City (6 900 tonnes) (entre parenthèses : date de début de construction) :
  - HMS Glasgow (2017)
  - HMS Cardiff (2019)
  - HMS Belfast (2021)